# FC Linz
FC Linz byl rakouský fotbalový klub z Lince. Založen byl v roce 1946, zanikl v roce 1997. V sezoně 1996/97 hrál klub v nejvyšší rakouské fotbalové soutěži Fußball-Bundesliga. Po zániku byl ve městě založen klub FC Blau-Weiß Linz. Tým hrával na stadionu Linzer Stadion (18 000).

## Bývalé názvy
- 1946 – SV Eisen und Stahl 1946 Linz
- 1949 – SK VÖEST Linz
- 1988 – SK VOEST Linz
- 1991 – FC Stahl Linz
- 1993 – FC Linz

## Získané trofeje
- Rakouská fotbalová Bundesliga ( 1x )
  - 1973/74[1]

## Přehled výsledků v evropských pohárech
| Sezóna  | Soutěž     | Kolo    | Klub               | Skóre    |
| ------- | ---------- | ------- | ------------------ | -------- |
| 1972/73 | Pohár UEFA | 1. kolo | SG Dynamo Dresden  | 0:2, 2:2 |
| 1974/75 | PMEZ       | 1. kolo | FC Barcelona       | 0:0, 0:5 |
| 1975/76 | Pohár UEFA | 1. kolo | Vasas Budapešť     | 2:0, 0:4 |
| 1980/81 | Pohár UEFA | 1. kolo | TJ Zbrojovska Brno | 1:3, 0:2 |

## Známí hráči
- Reinhold Hintermaier (1975–79)
- Koloman Gögh (1980–82)
- Christian Stumpf (1985–89, 1990–1995)
- Frank Schinkels (1989–90)
- Peter Pacult (1992–93)
- Walter Waldhör (1994)
- Hugo Sánchez (1995–96)
- Zoran Barisic (1996–97)
- Erik Mykland (1996–97)
- Manfred Zsak (1996–97)